# 23 grudnia
23 grudnia jest 357. (w latach przestępnych 358.) dniem w kalendarzu gregoriańskim. Do końca roku pozostaje 8 dni.

## Święta
- Imieniny obchodzą: Anatola, Anatolia, Bazylides, Dagobert, Ewaryst, Ewarysta, Gelazy, Iwo, Iwona, Mardoniusz, Saturnin, Serwul, Sławomir, Sławomira, Teodul, Torlak i Wiktoria.
- Egipt – Dzień Zwycięstwa
- Międzynarodowe – Światowy Dzień Snowboardu, z inicjatywy Światowej Federacji Snowboardu (WSF)[1]
- Wspomnienia i święta w Kościele katolickim[2][3] obchodzą:
  - św. Dagobert II (król Austrazji)
  - św. Iwo(n) z Chartres (biskup)
  - św. Torlak Thorhallsson (biskup)
  - bł. Mikołaj Factor (kapłan)

## Wydarzenia w Polsce
- 1595 – Papież Klemens VIII bullą Magnus Dominus et laudabilis nimis zatwierdził Unię brzeską.
- 1791 – Cesarzowa Katarzyna II Wielka ustanowiła na terenie zaboru rosyjskiego tzw. strefę osiedlenia, na terenie której wolno było zamieszkiwać Żydom.
- 1806 – IV koalicja antyfrancuska: zwycięstwo wojsk francuskich nad rosyjskimi w bitwie pod Czarnowem.
- 1884 – W warszawskim dzienniku Słowo ukazał się pierwszy odcinek powieści historycznej Potop Henryka Sienkiewicza.
- 1898 – W Łodzi wyjechał na trasę pierwszy tramwaj elektryczny.
- 1899 – Uruchomiono wodociągi miejskie w Grudziądzu.
- 1904 – W Wilnie ukazało się pierwsze wydanie litewskojęzycznej gazety „Vilniaus žinios”.
- 1918 – Sformowano Flotyllę Wiślaną.
- 1920 – Utworzono województwa: krakowskie, lwowskie, stanisławowskie i tarnopolskie.
- 1939 – W Lublinie Niemcy rozstrzelali 10 przedstawicieli miejscowej inteligencji i duchowieństwa.
- 1944 – Oddział SS przeprowadził pacyfikację wsi Ochotnica Dolna w powiecie nowotarskim, zabijając 56 osób.
- 1959 – Premiera filmu Cafe pod Minogą w reżyserii Bronisława Broka.
- 1960 – Premiera filmu Szklana góra w reżyserii Pawła Komorowskiego.
- 1962 – Oddano do użytku RTCN Krynice koło Białegostoku.
- 1970 – Piotr Jaroszewicz został premierem PRL.
- 1972 – Dokonano oblotu szybowca SZD-40 Halny.
- 1973 – Premiera 1. odcinka serialu telewizyjnego Czarne chmury w reżyserii Andrzeja Konica.
- 1981 – Stan wojenny:
  - Dokonano pacyfikacji Huty Katowice.
  - USA wprowadziły sankcje gospodarcze przeciwko Polsce.
- 1982 – Rząd podjął uchwałę o budowie metra warszawskiego.
- 1988 – Sejm PRL przyjął tzw. ustawę Wilczka.
- 1989 – Premiera filmu Rififi po sześćdziesiątce w reżyserii Pawła Trzaski.
- 1990 – Dokonano oblotu szybowca PW-4 Pelikan
- 1991 – Jan Olszewski został premierem RP.
- 1995 – Aleksander Kwaśniewski został zaprzysiężony na urząd prezydenta RP.
- 2000 – Aleksander Kwaśniewski został zaprzysiężony na II kadencję prezydencką.
- 2005 – Lech Kaczyński został zaprzysiężony na urząd prezydenta RP.

## Wydarzenia na świecie

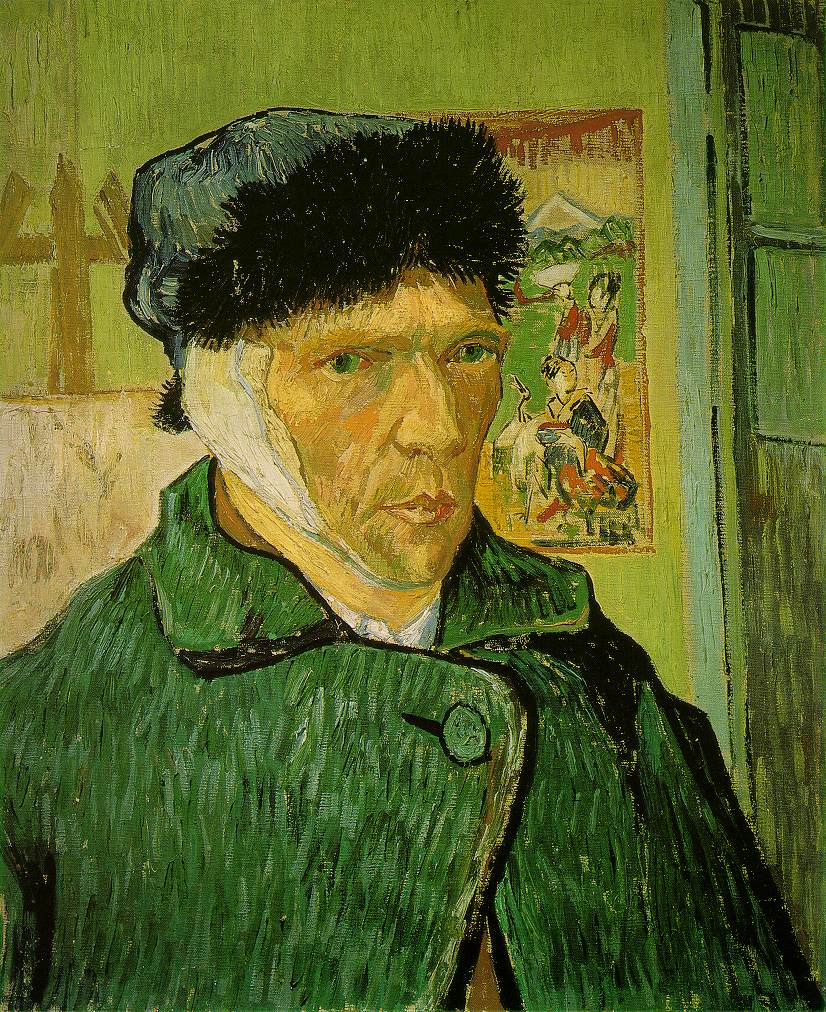
Autoportret Vincenta van Gogha z obandażowanym uchem

- 619 – Bonifacy V został wybrany na papieża.
- 679 – Król Austrazji św. Dagobert II został zamordowany podczas polowania koło Stenay w Ardenach.
- 800 – Oskarżony o krzywoprzysięstwo papież Leon III złożył przysięgę oczyszczającą.
- 1251 – Ottobono Fieschi (późniejszy papież Hadrian V) został mianowany kardynałem przez papieża Innocentego IV.
- 1299 – Armia mongolska pod wodzą Mahmuda Ghazana pokonała Mameluków w bitwie pod Wadi al-Chazindar.
- 1466 – Papież Paweł II ekskomunikował króla Czech Jerzego z Podiebradów.
- 1482 – Król Ludwik XI i arcyksiążę Maksymilian I Habsburg zawarli pokój w Arras, na podstawie którego Francja i Habsburgowie dokonali rozbioru Burgundii.
- 1493 – W Norymberdze została wydana niemiecka wersja Liber Chronicarum (Kroniki Świata) Hartmanna Schedela.
- 1569 – Więziony w Twerze z rozkazu cara Iwana IV Groźnego metropolita moskiewski Filip II został uduszony poduszką przez carskiego żołnierza Malutę Skuratowa.
- 1588 – Przywódca Ligi Katolickiej podczas wojen religijnych we Francji, książę Henryk I de Guise, został zamordowany na zamku w Blois na rozkaz króla Henryka III Walezego.
- 1597 – Stolica Apostolska zatwierdziła zgromadzenie Ojców Doktryny Chrześcijańskiej.
- 1658 – II wojna północna: dywizja Stefana Czarnieckiego zaatakowała duńską twierdzę Koldynga, której szwedzka załoga skapitulowała po dwóch dniach oblężenia.
- 1672 – Włoski astronom Giovanni Cassini odkrył Reę, jeden z księżyców Saturna.
- 1688 – Obalony król Anglii i Szkocji Jakub II Stuart odpłynął do Francji.
- 1731 – Carlo della Torre Rezzonico (późniejszy papież Klemens XIII) przyjął święcenia kapłańskie.
- 1745 – Powstanie jakobickie: zwycięstwo szkockich jakobitów nad wojskami króla Jerzego II w bitwie pod Inverurie.
- 1760 – Erupcja Wezuwiusza.
- 1784 – Decyzją Kongresu Kontynentalnego stolicą USA został wybrany Nowy Jork (do 1790 roku).
- 1793 – Antyrewolucyjna francuska Wielka Armia Katolicka i Królewska poniosła ostateczną klęskę w bitwie pod Savenay.
- 1806 – W Wiedniu odbyło się premierowe wykonanie Koncertu skrzypcowego Beethovena.
- 1817 – Cesarz Franciszek II Habsburg wprowadził kataster austriacki.
- 1847 – W wyniku wojskowego zamachu stanu został obalony prezydent Boliwii gen. José Ballivián, a jego miejsce zajął gen. Eusebio Guilarte Vera.
- 1858 – Miłosz I Obrenowić został po raz drugi księciem Serbii.
- 1864:
  - Ukazał się pierwszy numer szwedzkiego dziennika „Dagens Nyheter”.
  - W Berlinie zakończył się proces polskich działaczy niepodległościowych z Wielkopolski.
  - W wyniku trzęsienia ziemi i wywołanego nim tsunami w regionie Tōkai i Edo (obecnie Tokio) zginęło około 2 tys. osób.
- 1865 – Belgia, Francja, Szwajcaria i Włochy zawarły Łacińską Unię Monetarną.
- 1869 – Rząd Peru zawarł umowę z amerykańskim przedsiębiorcą Henry Meiggsem na budowę Centralnej Kolei Transandyjskiej.
- 1876 – W Imperium Osmańskim jako pierwszym kraju islamskim weszła w życie pisana konstytucja.
- 1879 – II wojna brytyjsko-afgańska: zwycięstwo wojsk brytyjskich w bitwie pod Kabulem.
- 1887 – Józef Piłsudski dotarł do docelowego miejsca swego zesłania – Kireńska w południowej Syberii, gdzie przebywał do lipca 1890 roku.
- 1888 – Vincent van Gogh odciął sobie brzytwą kawałek lewego ucha.
- 1889 – Założono najstarszy hiszpański klub piłkarski Recreativo Huelva.
- 1900:
  - Kanadyjski inżynier Reginald Fessenden jako pierwszy w historii przesłał głos ludzki drogą bezprzewodową za pomocą fal radiowych.
  - Uruchomiono komunikację tramwajową w rosyjskim Krasnodarze.
- 1903 – 64 osoby zginęły, a 68 zostało rannych w katastrofie pociągu osobowego w Connellsville w amerykańskim stanie Pensylwania.
- 1905 – Zainaugurował działalność Aldwych Theatre na londyńskim West Endzie.
- 1909 – Albert I Koburg został koronowany na króla Belgów.
- 1910 – Ramón Barros Luco został prezydentem Chile.
- 1913:
  - Podczas połowu ryb utonęło wszystkich 7 mężczyzn z wioski Skarð na wyspie Kunoy (Wyspy Owcze).
  - Prezydent Thomas Woodrow Wilson podpisał ustawę powołującą System Rezerwy Federalnej Stanów Zjednoczonych.
- 1921 – W Wiedniu odbyła się premiera operetki Bajadera Imre Kálmána.
- 1922 – Papież Pius XI ogłosił swoją pierwszą encyklikę Ubi arcano Dei consilio.
- 1925 – W Nowym Jorku założono Fundację Kościuszkowską.
- 1933:
  - 204 osoby zginęły, a 120 zostało rannych w katastrofie kolejowej na linii Lagny-Pomponne we Francji.
  - Marinus van der Lubbe został uznany przez sąd w Lipsku za winnego podpalenia Reichstagu i skazany na karę śmierci.
- 1935 – Zwodowano japoński lotniskowiec „Sōryū”.
- 1938:
  - Hiszpańska wojna domowa: ruszyła ofensywa wojsk gen. Francisco Franco na Katalonię.
  - Założono Łotewski Uniwersytet Rolniczy w Jełgawie.
- 1941:
  - Dokonano oblotu amerykańskiego samolotu transportowego Douglas C-47 Skytrain.
  - Kampania śródziemnomorska: brytyjskie niszczyciele HMS „Hasty” oraz HMS „Hotspur” przeprowadziły udany atak bombami głębinowymi na niemiecki okręt podwodny U-79. Cała 44-osobowa załoga została uratowana.
  - Wojna na Pacyfiku: wojska japońskie zdobyły amerykański atol Wake.
- 1942 – Front wschodni: w czasie bitwy stalingradzkiej w odległości 40 km od miasta powstrzymane zostało uderzenie 4. Armii Pancernej Hermanna Hotha, idącej z odsieczą okrążonym wojskom niemieckim.
- 1943 – Front wschodni: zwycięstwem wojsk radzieckich zakończyła się bitwa o Dniepr.
- 1944 – Ofensywa w Ardenach: po tygodniowych walkach Niemcy zdobyli miasto Sankt Vith.
- 1945 – W Bangkoku otwarto halę widowiskowo-sportową Stadion Rajadamnern.
- 1947 – Amerykańskie laboratorium Bell Labs zaprezentowało pierwszy tranzystor.
- 1948 – Wykonano wyroki śmierci przez powieszenie na siedmiu japońskich zbrodniarzach wojennych, skazanych w procesie tokijskim.
- 1951 – Premiera filmu przygodowego Afrykańska królowa w reżyserii Johna Hustona.
- 1953:
  - Dokonano oblotu eksperymentalnego amerykańskiego myśliwca pionowego startu i lądowania Lockheed XFV.
  - Rozstrzelano Ławrientija Berię i sześciu jego współpracowników.
- 1954 – Amerykański chirurg Joseph Murray przeprowadził pierwszą udaną transplantację nerki.
- 1956 – Tanzan Ishibashi został premierem Japonii.
- 1958:
  - Emil Jónsson został premierem Islandii.
  - Otwarto Tokyo Tower.
- 1961 – 71 osób zginęło, a 26 zostało rannych w katastrofie pociągu na wiadukcie między Cosenza i Catanzaro we włoskiej Kalabrii.
- 1964 – Ok. 1800 osób zginęło w wyniku przejścia tajfunu nad wysepkami w Cieśninie Palk między Indiami a Sri Lanką.
- 1965 – Przeprowadzono pierwszy test dwuczłonowej wersji izraelskiego taktycznego pocisku balistycznego krótkiego zasięgu Jerycho-1.
- 1966:
  - Dokonano oblotu francuskiego myśliwca Dassault Mirage F1.
  - Premiera spaghetti westernu Dobry, zły i brzydki w reżyserii Sergio Leone.
- 1967 – Papież Paweł VI przyjął na audiencji prezydenta USA Lyndona B. Johnsona.
- 1968:
  - Po 11 miesiącach niewoli Korea Północna zwolniła 82 marynarzy amerykańskich z uprowadzonego okrętu wywiadowczego USS „Pueblo”.
  - Telewizja izraelska rozpoczęła regularne nadawanie programu.
- 1969 – W stolicy Armenii Erywaniu w wyniku runięcia do rzeki jadącego z nadmierną prędkością i przeciążonego autobusu zginęły 54 osoby, a 44 zostały ranne.
- 1970 – Północna wieża World Trade Center w Nowym Jorku została najwyższym budynkiem na świecie (417 m).
- 1971 – Prezydent USA Richard Nixon ułaskawił związkowca Jimmy’ego Hoffę, odbywającego od 1967 roku karę 8 lat pozbawienia wolności za defraudację 1,7 miliona dolarów ze związkowego funduszu emerytalnego.
- 1972:
  - Po 73 dniach od katastrofy lotu Fuerza Aérea Uruguaya 571 w Andach uratowano ostatnich spośród 16 ocalałych rozbitków.
  - Podczas podchodzenia do lądowania w Oslo rozbił się lecący z Ålesund Fokker F28 norweskich linii SAS Norge, w wyniku czego zginęło 40 spośród 45 osób na pokładzie.
  - Trzęsienie ziemi w Nikaragui zniszczyło stolicę kraju Managuę, zabijając ok. 10 tys. osób.
- 1975 – W wyniku najbardziej zabójczego w historii pojedynczego uderzenia pioruna w chatę we wschodniej Rodezji (dzisiejszym Zimbabwe) zginęło 21 osób.
- 1978 – 108 osób zginęło u wybrzeży Sycylii w katastrofie należącego do linii Alitalia samolotu McDonnell Douglas DC-9.
- 1979:
  - Lecący z Samsun do Ankary Fokker F28 należący do Turkish Airlines rozbił się o wzgórze 32 km na północny wschód od lotniska docelowego, w wyniku czego zginęło 3 spośród 4 członków załogi i 38 spośród 41 pasażerów.
  - Uruchomiono najwyższą w Europie kolej linową na szczyt Klein Matterhorn w Alpach Pennińskich w Szwajcarii.
- 1980 – W podwoziu lecącego z saudyjskiego Az-Zahran do Karaczi w Pakistanie samolotu Lockheed L-1011 TriStar należącego do Saudi Arabian Airlines doszło do eksplozji opony, która spowodowała powstanie dziury w podłodze maszyny przez którą wypadło dwoje pakistańskich dzieci. Samolot wraz z 20-osobową załogą i 269 pozostałymi pasażerami wylądował awaryjnie w katarskiej Dosze.
- 1984 – 110 osób zginęło w katastrofie samolotu Tu-154B-2 pod Krasnojarskiem.
- 1986:
  - Amerykański samolot Rutan Voyager zakończył pierwszy w historii lot dookoła świata bez lądowania i tankowania w powietrzu.
  - Zakończono produkcję samochodu osobowego Chevrolet Chevette.
- 1987 – Premiera amerykańskiego filmu wojennego Good Morning, Vietnam w reżyserii Barry’ego Levinsona.
- 1989 – Powstała prawicowa partia polityczna Demokratyczna Liga Kosowa.
- 1990 – W referendum w Słowenii 88,5% głosujących opowiedziało się za niepodległością kraju.
- 1992 – Premiera filmu Zapach kobiety w reżyserii Martina Bresta.
- 1994 – W południowej Mołdawii utworzono Terytorium Autonomiczne Gagauzji.
- 1997 – Ubiegający się o reelekcję Milan Kučan wygrał w pierwszej turze wybory prezydenckie w Słowenii.
- 1999:
  - Ahmed Benbitour został premierem Algierii.
  - Światowa Organizacja Meteorologiczna (WMO) oceniła, że lata 90. odznaczały się najwyższymi temperaturami w całym minionym tysiącleciu. Licząc od roku 1860, z siedmiu najgorętszych lat 4 przypadały na ostatnią dekadę XX wieku.
- 2000 – Demokratyczna Opozycja Serbii wygrała wybory parlamentarne.
- 2002:
  - Adnan Terzić został premierem Bośni i Hercegowiny.
  - Amerykański bezzałogowy statek powietrzny MQ-1 Predator, przeprowadzający zwiad w strefie zakazu lotów nad Irakiem, został zestrzelony przez MiG-a 25. Pierwszy raz w historii lotnictwa doszło do walki samolotu załogowego z bezzałogowym.
- 2003:
  - Ivo Sanader został premierem Chorwacji.
  - Bank Centralny Brazylii wycofał z obiegu monety o nominale 1 reala produkowane w 1994 r. ze względu na częste podrabianie tych monet[4][5].
- 2004 – 28 osób zginęło w wyniku ostrzelania autobusu przez członków ulicznego gangu w mieście Chamelecón w Hondurasie.
- 2005:
  - Rozpoczął się konflikt czadyjsko-sudański.
  - W katastrofie lotu Azerbaijan Airlines 217 na Morzu Kaspijskim zginęły 23 osoby.
  - Zakończyła działalność sekcja polska radia BBC.
- 2008 – Po śmierci prezydenta Lansany Conté w Gwinei doszło do wojskowego zamachu stanu.
- 2010:
  - Dwie osoby zostały ranne podczas otwierania przesyłek zawierających bomby w ambasadach Chile i Szwajcarii w Rzymie. Do wysłania przesyłek przyznały się organizacje anarchistyczne.
  - Thongsing Thammavong został premierem Laosu.
- 2011:
  - Wojna domowa w Syrii: 44 osoby zginęły, a 166 zostało rannych w wyniku wybuchów dwóch samochodów-pułapek pod siedzibami służb bezpieczeństwa w Damaszku.
  - Zoran Milanović został premierem Chorwacji.
- 2012 – Wojna domowa w Syrii: rządowe lotnictwo zbombardowało w zajętej przez rebeliantów miejscowości Halfaja cywilów stojących w kolejce po chleb, zabijając 94 osoby.
- 2015:
  - Pawieł Prokudin został premierem Naddniestrza.
  - Rosyjscy hakerzy przeprowadzili cyberatak na ukraińską sieć elektroenergetyczną.
- 2016:
  - Igor Dodon został prezydentem Mołdawii.
  - W Mediolanie został zastrzelony przez policję 24-letni Tunezyjczyk Anis Amri, sprawca zamachu w Berlinie z 19 grudnia, w wyniku którego zginęło 12 osób a 56 zostało rannych.
- 2020 – Florin Cîțu został premierem Rumunii.

## Urodzili się
- 968 – Song Zhenzong, cesarz Chin (zm. 1022)
- 1174 – Ludwik I, książę Bawarii (zm. 1231)
- 1422 – Louis d’Albret, francuski duchowny katolicki, biskup Aire, Cahors i Tarbes, kardynał (zm. 1465)
- 1525 – Jan Albrecht I, książę Meklemburgii-Güstrow i Meklemburgii-Schwerin (zm. 1576)
- 1544 – Anna, księżniczka saksońska (zm. 1577)
- 1573 – Giovanni Battista Crespi, włoski malarz, rzeźbiarz, rytownik, architekt, pisarz (zm. 1632)
- 1582 – Severo Bonini, włoski kompozytor (zm. 1663)
- 1597 – Martin Opitz, niemiecki poeta, teoretyk literatury (zm. 1639)
- 1605 – Tianqi, cesarz Chin (zm. 1627)
- 1613 – Carl Gustaf Wrangel, szwedzki feldmarszałek (zm. 1676)
- 1634 – Marianna Habsburg, królowa Hiszpanii (zm. 1696)
- 1646 – Jean Hardouin, francuski jezuita, teolog, filolog, numizmatyk (zm. 1729)
- 1682 – James Gibbs, szkocki architekt (zm. 1754)
- 1686 – Samuel Madden, irlandzki pisarz (zm. 1765)
- 1689 – Joseph Bodin de Boismortier, francuski kompozytor (zm. 1755)
- 1699 – Leopoldo de Gregorio, hiszpański polityk pochodzenia włoskiego (zm. 1785)
- 1732 – Richard Arkwright, angielski wynalazca, przemysłowiec (zm. 1792)
- 1749 – Franciszek Ksawery Rostworowski, polski szlachcic, dyplomata, uczestnik konfederacji barskiej (zm. 1816)
- 1750 – Fryderyk August I, król Saksonii, książę warszawski (zm. 1827)
- 1753 – Daniel Curz, polski tancerz, choreograf, nauczyciel tańca pochodzenia alzackiego (zm. po 1822)
- 1758 – John Vining, amerykański prawnik, polityk, senator (zm. 1802)
- 1766 – Wilhelm Hisinger, szwedzki chemik, geolog, mineralog (zm. 1852)
- 1777 – Aleksander I Romanow, car Rosji i król Polski (zm. 1825)
- 1790 – Jean-François Champollion, francuski językoznawca, poliglota, archeolog, egiptolog (zm. 1832)
- 1791 – Adam Jocher, polski bibliograf, bibliotekarz, wykładowca akademicki (zm. 1860)
- 1793 – Dost Mohammad Chan, emir Afganistanu (zm. 1863)
- 1796 – Wiktor Heltman, polski polityk (zm. 1874)
- 1797 – Adrien Laurent de Jussieu, francuski botanik (zm. 1853)
- 1799 – Karł Briułłow, rosyjski malarz, architekt (zm. 1852)
- 1802 – Sara Coleridge, brytyjska poetka, pisarka, tłumaczka (zm. 1852)
- 1804 – Charles-Augustin Sainte-Beuve, francuski pisarz, krytyk literacki (zm. 1869)
- 1805 – Joseph Smith, amerykański założyciel religijnej wspólnoty mormonów (zm. 1844)
- 1807 – Antoni Maria Claret, hiszpański duchowny katolicki, święty (zm. 1870)
- 1810 – Edward Blyth, brytyjski ornitolog (zm. 1873)
- 1810 – Karl Richard Lepsius, niemiecki egiptolog (zm. 1884)
- 1812:
  - Alfred Schouppé, polski malarz (zm. 1899)
  - Samuel Smiles, szkocki pisarz filozoficzny, moralista (zm. 1904)
  - Karl Leonhard Velthusen, niemiecki prawnik, poeta, prozaik (zm. 1892)
  - Henri-Alexandre Wallon, francuski historyk, wykładowca akademicki, polityk (zm. 1904)
- 1815 – Ildefons Cerdà, hiszpański inżynier, urbanista, polityk (zm. 1876)
- 1818 – Michele Novaro, włoski kompozytor (zm. 1885)
- 1819 – Carl Credé, niemiecki ginekolog, położnik (zm. 1892)
- 1822 – Wilhelm Bauer, niemiecki inżynier, wynalazca (zm. 1875)
- 1827 – Wilhelm von Tegetthoff, austro-węgierski wiceadmirał (zm. 1871)
- 1828:
  - Henri de Dion, francuski inżynier, konstruktor, wykładowca akademicki (zm. 1878)
  - Jean-Baptiste-Édouard Gélineau, francuski lekarz (zm. 1906)
- 1830 – Adam Münchheimer, polski kompozytor, dyrygent pochodzenia żydowskiego (zm. 1904)
- 1831 – Maria Zelia Martin, francuska koronkarka, matka św. Teresy z Lisieux, święta (zm. 1877)
- 1832 – Henryk Klawe, polski farmaceuta pochodzenia niemieckiego (zm. 1926)
- 1834 – Sientje van Houten, holenderska malarka (zm. 1909)
- 1838 – Václav Šolc, czeski poeta (zm. 1871)
- 1843 – Ada Langworthy Collier, amerykańska poetka (zm. 1919)
- 1844 – Władysław Wiktor Czaykowski, polski ziemianin, polityk (zm. 1917)
- 1845 – Gustave Ador, szwajcarski polityk, prezydent Szwajcarii (zm. 1928)
- 1846:
  - Adam Danielewicz, polski matematyk, statystyk (zm. 1935)
  - Alfons Erlicki, polsko-rosyjski psychiatra (zm. 1902)
- 1849 – Robert Kingsford, angielski piłkarz (zm. 1895)
- 1850:
  - Victoriano Huerta, meksykański generał, polityk, prezydent Meksyku (zm. 1916)
  - Oscar Straus, amerykański dyplomata, polityk (zm. 1926)
- 1854 – Adrian Scott Stokes, brytyjski malarz (zm. 1935)
- 1858:
  - Konstantyn (Bułyczow), rosyjski biskup prawosławny (zm. ?)
  - Władimir Niemirowicz-Danczenko, rosyjski reżyser teatralny, dramaturg, pedagog (zm. 1948)
- 1859:
  - Sigurd Ibsen, norweski polityk, premier Norwegii (zm. 1930)
  - Maria Wisnowska, polska aktorka (zm. 1890)
- 1860:
  - William Horatio Bates, amerykański okulista (zm. 1931)
  - Harriet Monroe, amerykańska poetka (zm. 1936)
- 1862 – Henri Pirenne, belgijski historyk mediewista, wykładowca akademicki (zm. 1935)
- 1864 – Zorka, czarnogórska księżniczka, królowa Jugosławii (zm. 1890)
- 1865 – Albrecht, książę wirtemberski, feldmarszałek (zm. 1939)
- 1868:
  - Anastazja, czarnogórska księżniczka, wielka księżna rosyjska (zm. 1935)
  - Edmund Hauser, polski generał dywizji (zm. 1949)
  - Wiktor Skołyszewski, polski działacz społeczny, polityk (zm. 1935)
- 1869 – Helena Ceysingerówna, polska poetka, pisarka, dziennikarka (zm. 1950)
- 1870:
  - Jessie Tarbox Beals, amerykańska fotografka, fotoreporterka pochodzenia kanadyjskiego (zm. 1940)
  - John Marin, amerykański malarz, grafik (zm. 1953)
- 1871 – (lub 1872) Shūsei Tokuda, japoński pisarz (zm. 1943)
- 1872:
  - Witold Czapski, polski inżynier kolejowy, urzędnik ministerialny, działacz konspiracji antyhitlerowskiej (zm. 1945)
  - Vilém Kurz Młodszy, czeski pianista, pedagog (zm. 1945)
- 1873:
  - Rudolf Blum, polski pułkownik piechoty (zm. 1922)
  - Adam Szelągowski, polski historyk, wykładowca akademicki (zm. 1961)
  - Antoni Zawadzki, polsko-niemiecki duchowny katolicki, polityk (zm. 1934)
- 1874:
  - Robert Bernhardt, polski dermatolog (zm. 1950)
  - Frédéric Firmenich, szwajcarski żeglarz sportowy (zm. 1953)
  - Mark Schoenberg, rumuńsko-amerykański okulista pochodzenia żydowskiego (zm. 1945)
- 1875 – Władysław Kucharski, polski historyk, pedagog, działacz społeczny (zm. 1942)
- 1876:
  - Stevan Aleksić, serbski malarz (zm. 1923)
  - Henri Rouvière, francuski lekarz, anatom (zm. 1952)
- 1877 – Luigi Fabbri, włoski pisarz, pacyfista, anarchista (zm. 1935)
- 1878:
  - Michaił Cereteli, gruziński arystokrata, dyplomata, emigracyjny historyk, filolog, wykładowca akademicki, pisarz, publicysta, działacz narodowy (zm. 1965)
  - Émile Rumeau, francuski strzelec sportowy (zm. 1943)
- 1879 – Fryderyka Lazarusówna, polska pisarka, nauczycielka, działaczka oświatowa pochodzenia żydowskiego (zm. 1942)
- 1880:
  - Ejnar Mikkelsen, duński odkrywca, pisarz, dziennikarz (zm. 1971)
  - Kazimierz Wojciech Witkiewicz, polski malarz, grafik, bibliotekarz (zm. 1973)
- 1881:
  - Juan Ramón Jiménez, hiszpański poeta, laureat Nagrody Nobla (zm. 1958)
  - Gunnar Tallberg, fiński przedsiębiorca, żeglarz sportowy (zm. 1931)
- 1882 – Jan Szczyrek, polski dziennikarz, działacz socjalistyczny (zm. 1947)
- 1883:
  - Hjalmar Cedercrona, szwedzki gimnastyk (zm. 1969)
  - Dixie Kid, amerykański bokser (zm. 1934)
  - Hubert Pierlot, belgijski prawnik, polityk, premier Belgii (zm. 1963)
  - Adolf Reinach, niemiecki filozof, fenomenolog, teoretyk prawa (zm. 1917)
  - Arthur Vanderstuyft, belgijski kolarz szosowy i torowy (zm. 1956)
  - Wiktor Wąsik, polski historyk filozofii i pedagogiki, wykładowca akademicki (zm. 1963)
- 1884:
  - Casimir Rembert Kowalski, amerykański duchowny katolicki pochodzenia polskiego, wikariusz apostolski i biskup Wuchangu w Chinach (zm. 1970)
  - Ernest Payne, brytyjski kolarz torowy (zm. 1961)
- 1885 – Hermann Aubin, niemiecki historyk, wykładowca akademicki (zm. 1969)
- 1886 – Wiktor Leśniewski, polski prawnik, polityk (zm. 1963)
- 1888 – Friedrich Wolf, niemiecki lekarz, pisarz, żołnierz, dyplomata (zm. 1953)
- 1889 – Emil Brunner, szwajcarski duchowny i teolog kalwiński (zm. 1966)
- 1890:
  - Władysław Korsak, polski działacz państwowy, wojewoda stanisławowski i kielecki, wiceminister spraw wewnętrznych (zm. 1949)
  - Jan Prokop, polski podpułkownik piechoty (zm. 1958)
  - Stanisław Udymowski, polski rotmistrz (zm. 1920)
- 1891 – José Planes, hiszpański rzeźbiarz (zm. 1974)
- 1892:
  - Maria Crocifissa Gargani, włoska zakonnica, założycielka zakonu apostołek Najświętszego Serca, błogosławiona (zm. 1973)
  - Franciszek Rogaczewski, polski duchowny katolicki, męczennik, błogosławiony (zm. 1940)
- 1896:
  - Wiktor (Wiktorian) Calvo Lozano, hiszpański redemptorysta, męczennik, błogosławiony (zm. 1936)
  - Adam Kowalski, polski major, dziennikarz, poeta (zm. 1947)
  - Giuseppe Tomasi di Lampedusa, włoski pisarz (zm. 1957)
- 1899 – Jan Henckel-Gaschin von Donnersmarck, śląski magnat (zm. 1993)
- 1900:
  - Marie Bell, francuska aktorka (zm. 1985)
  - André Dupont-Sommer, francuski historyk, semitystyk (zm. 1983)
  - Adam Franciszek Jaźwiecki, polski malarz, rysownik (zm. 1946)
- 1901:
  - Jakub Berman, polski działacz komunistyczny, polityk, poseł na Sejm PRL i wicepremier pochodzenia żydowskiego (zm. 1984)
  - Szczepan Sobalkowski, polski duchowny katolicki, biskup pomocniczy kielecki (zm. 1958)
- 1902 – Choudhary Charan Singh, indyjski polityk, premier Indii (zm. 1987)
- 1903:
  - Armand Blanchonnet, francuski kolarz szosowy i torowy (zm. 1968)
  - Bolesław Kominek, polski duchowny katolicki, arcybiskup metropolita wrocławski, kardynał (zm. 1974)
- 1904 – Aurelius Marie, dominicki prawnik, sędzia, polityk, prezydent Dominiki (zm. 1995)
- 1905 – Jan Arski, polski bokser, trener (zm. 1991)
- 1906:
  - Józefa Obórko, polska działaczka komunistyczna (zm. 1943)
  - Adam Przyboś, polski historyk (zm. 1990)
- 1907:
  - Mahmoud Mokhtar El-Tetsh, egipski piłkarz, działacz sportowy (zm. 1965)
  - Awraham Stern, żydowski poeta, syjonista, terrorysta (zm. 1942)
- 1908:
  - Gustawa Jarecka, polska pisarka (zm. 1942)
  - Yousuf Karsh, kanadyjski fotograf pochodzenia ormiańskiego (zm. 2002)
- 1909:
  - Klemens Konstanty Gucwa, polski sportowiec, działacz sportowy, porucznik, kurier ZWZ (zm. 1941)
  - Barney Ross, amerykański bokser (zm. 1967)
  - Adam Rychel, polski komandor porucznik (zm. 1958)
- 1910:
  - Seweryn Butrym, polski aktor (zm. 1981)
  - María de las Mercedes de Borbón y Orléans, infantka hiszpańska, księżniczka Obojga Sycylii, hrabina Barcelony (zm. 2000)
- 1911:
  - Niels K. Jerne, brytyjski immunolog pochodzenia duńskiego, laureat Nagrody Nobla (zm. 1994)
  - Irena Prusicka, polska choreografka, nauczycielka tańca, autorka sztuk teatralnych, poetka (zm. 2001)
- 1912:
  - Irena Dobrzańska, polska lekkoatletka, miotaczka (zm. 1998)
  - Edmund Harwas, polski filozof, pedagog społeczny, andragog (zm. 1996)
  - Pierre Skawinski, francuski lekkoatleta, sprinter, dziennikarz sportowy pochodzenia polskiego (zm. 2009)
- 1914:
  - Karol Golda, polski salezjanin, Sługa Boży (zm. 1942)
  - Fanny Gordon, polsko-rosyjska kompozytorka, tłumaczka, autorka tekstów pochodzenia żydowskiego (zm. 1991)
  - Jadwiga Kokoszko, polska działaczka konspiracyjna, żołnierz GL (zm. 1943)
  - Győző Mogyorossy, węgierski gimnastyk (zm. 1981)
  - Paweł Podejko, polski muzykolog, organista (zm. 1996)
- 1915:
  - Mieczysław Pszon, polski dziennikarz, polityk (zm. 1995)
  - Felicja Sieracka, polska zakonnica (zm. 2008)
- 1916:
  - Juliusz Hoły, polski narciarz, instruktor narciarski, kurier tatrzański, więzień obozu koncentracyjnego KL Auschwitz
  - Dino Risi, włoski reżyser filmowy (zm. 2008)
- 1917 – Walentina Sierowa, rosyjska aktorka (zm. 1975)
- 1918:
  - Iván Mándy, węgierski pisarz (zm. 1995)
  - Kumar Pallana, indyjski aktor (zm. 2013)
  - Helmut Schmidt, niemiecki polityk, kanclerz Niemiec (zm. 2015)
- 1919:
  - Tarcisio Ariovaldo Amaral, brazylijski duchowny katolicki, przełożony generalny redemptorystów, biskup Limeiry (zm. 1994)
  - Andrea Prader, szwajcarski pediatra, endokrynolog (zm. 2001)
  - Wasilij Rieszetnikow, radziecki generał pułkownik lotnictwa (zm. 2023)
  - Kenneth Marlar Taylor, amerykański generał lotnictwa (zm. 2006)
- 1920:
  - Georges de Beauregard, francuski producent filmowy (zm. 1984)
  - Birger Malmsten, szwedzki aktor (zm. 1991)
- 1921:
  - Natalia Gajl, polska prawnik, ekonomistka, wykładowczyni akademicka, sędzia TK (zm. 1998)
  - Helena Rakoczy, polska gimnastyczka (zm. 2014)
  - Jakow Szyszkin, radziecki pilot wojskowy, as myśliwski (zm. 1979)
  - Arkadij Wajspapir, radziecki żołnierz, partyzant pochodzenia żydowskiego (zm. 2018)
- 1922:
  - Boris Kotow, radziecki operator filmowy (zm. 1984)
  - Micheline Ostermeyer, francuska lekkoatletka, pianistka (zm. 2001)
  - Marcel Otto-Bruc, francuski strzelec sportowy (zm. 2003)
- 1923:
  - Jacques Hogewoning, holenderski działacz sportowy (zm. 2005)
  - Krystyna Kolińska, polska pisarka (zm. 2016)
  - Onofre Marimón, argentyński kierowca wyścigowy (zm. 1954)
- 1924:
  - Bob Kurland, amerykański koszykarz (zm. 2013)
  - Jarosław Maciejewski, polski historyk literatury (zm. 1987)
  - Ludmiła Stehnova, polska rzeźbiarka, rysowniczka pochodzenia czeskiego (zm. 1991)
  - Stefan Szelka, polski pułkownik, działacz kombatancki (zm. 2017)
- 1925:
  - Pierre Bérégovoy, francuski polityk, premier Francji (zm. 1993)
  - Harry Guardino, amerykański aktor pochodzenia włoskiego (zm. 1995)
  - Muhammad Mizali, tunezyjski pisarz, polityk, premier Tunezji (zm. 2010)
  - Andrée Putman, francuska projektantka, architektka wnętrz (zm. 2013)
- 1926:
  - Robert Bly, amerykański prozaik, poeta (zm. 2021)
  - Jorge Medina Estévez, chilijski duchowny katolicki, wysoki urzędnik Kurii Rzymskiej, kardynał (zm. 2021)
  - Francis Schulte, amerykański duchowny katolicki, arcybiskup metropolita Nowego Orleanu (zm. 2016)
- 1927:
  - Dimitri Kartweliszwili, gruziński polityk (zm. 2009)
  - Adam Smorawiński, polski przedsiębiorca, kierowca i pilot rajdowy (zm. 2021)
- 1928:
  - Michael Candy, brytyjski astronom (zm. 1994)
  - Joaquín Capilla, meksykański skoczek do wody (zm. 2010)
- 1929:
  - Chet Baker, amerykański trębacz jazzowy (zm. 1988)
  - Victorio Oliver Domingo, hiszpański duchowny katolicki, biskup Orihuela-Alicante
  - Antonina Sieriedina, rosyjska kajakarka (zm. 2016)
  - Paweł Sobek, polski piłkarz (zm. 2015)
- 1930:
  - Tadeusz Oracki, polski historyk
  - Jean Stewart, nowozelandzka pływaczka (zm. 2020)
- 1931:
  - Lew Durow, rosyjski aktor (zm. 2015)
  - Cipriano García Fernández, hiszpański duchowny katolicki, biskup, prałat terytorialny Cafayate (zm. 2025)
- 1932:
  - Janusz Fortecki, polski skoczek narciarski, trener (zm. 2020)
  - Ana-Maria Rizzuto, argentyńska psychoanalityk
  - Awraham Szarir, izraelski prawnik, polityk (zm. 2017)
- 1933:
  - Akihito, cesarz Japonii
  - Rolf Caroli, niemiecki bokser (zm. 2007)
- 1934:
  - Irno Lubka, brazylijski piłkarz, bramkarz (zm. 1969)
  - Claudio Scimone, włoski dyrygent, kompozytor (zm. 2018)
  - Dan Swartz, amerykański koszykarz (zm. 1997)
- 1935:
  - Andrzej Kaznowski, polski ekonomista, dyplomata, samorządowiec, polityk, prezydent Gdańska (zm. 2023)
  - Esther Phillips, amerykańska wokalistka bluesowa, rhythmandbluesowa i jazzowa (zm. 1984)
  - Wiesław Szlenk, polski matematyk (zm. 1995)
- 1936:
  - Frederic Forrest, amerykański aktor (zm. 2023)
  - Stanisław Napierała, polski duchowny katolicki, biskup pomocniczy poznański i biskup kaliski
- 1937:
  - Karol Joseph Bobko, amerykański pilot wojskowy, inżynier, astronauta (zm. 2023)
  - Stefan Chabrowski, polski malarz (zm. 2014)
  - Maja Komorowska, polska aktorka
  - Piotr Komorowski, polski aktor niezawodowy, prawnik (zm. 2017)
  - Arne Larsen, norweski dwuboista klasyczny
- 1938:
  - Andrzej Januszko, polski kompozytor, pianista, aranżer
  - Bob Kahn, amerykański informatyk pochodzenia żydowskiego
  - Jörg Spengler, niemiecki żeglarz sportowy (zm. 2013)
  - Willy Trepp, szwajcarski kolarz torowy i szosowy
- 1939:
  - Harimurti Kridalaksana, indonezyjski językoznawca (zm. 2022)
  - Mieczysław Słowakiewicz, polski hokeista, lekarz (zm. 2001)
- 1940:
  - Ignacy Bulla, polski malarz, grafik, rzeźbiarz, satyryk
  - Emił Dimitrow, bułgarski piosenkarz, kompozytor (zm. 2005)
  - Mamnun Husajn, pakistański przedsiębiorca, polityk, prezydent Pakistanu (zm. 2021)
  - Jorma Kaukonen, amerykański gitarzysta rockowy, kompozytor, autor tekstów, członek zespołów Jefferson Airplane i Hot Tuna
  - Gaspard Mudiso, kongijski duchowny katolicki, biskup Kenge
- 1941:
  - Tim Hardin, amerykański kompozytor, gitarzysta i wokalista folkowy (zm. 1980)
  - Serge Reding, belgijski sztangista (zm. 1975)
- 1942:
  - Kennan Adeang, naurański polityk, prezydent Nauru (zm. 2011)
  - Krystyna Kofta, polska pisarka, felietonistka
- 1943:
  - Gianni Ambrosio, włoski duchowny katolicki, biskup Piacenzy-Bobbio
  - Dan Gawrecki, czeski historyk, profesor nauk humanistycznych (zm. 2025)
  - Elizabeth Hartman, amerykańska aktorka (zm. 1987)
  - Butler Lampson, amerykański informatyk
  - Harry Shearer, amerykański pisarz, muzyk, prezenter radiowy, komik, aktor
  - Sylwia Sommerlath, królowa Szwecji
- 1944:
  - Wesley Clark, amerykański generał
  - Enneüs Heerma, holenderski samorządowiec, polityk (zm. 1999)
  - Piotr Kraszewski, polski historyk, politolog (zm. 2022)
  - Patras Minj, indyjski duchowny katolicki, biskup Ambikapur
- 1945:
  - Matti Ahde, fiński polityk, przewodniczący Eduskunty (zm. 2019)
  - Georges Aperghis, grecki kompozytor
  - Antonio Cervantes, kolumbijski bokser
  - Roman Kaliszan, polski chemik, farmakolog (zm. 2019)
  - Adli Mansur, egipski prawnik, polityk
- 1946:
  - Flemming Ahlberg, duński piłkarz
  - Edita Gruberová, słowacka śpiewaczka operowa (sopran koloraturowy) (zm. 2021)
  - Susan Lucci, amerykańska aktorka
  - John Sullivan, brytyjski scenarzysta telewizyjny (zm. 2011)
  - Jan Wojnowski, polski sztangista (zm. 1990)
- 1947:
  - Izabela Kozłowska, polska elektryk, aktorka (zm. 2016)
  - Jan Olszowski, polski polityk, samorządowiec, poseł na Sejm RP, burmistrz Zielonki
  - Kwon Yang-suk, południowokoreańska pierwsza dama
  - Włodzimierz Roszczynialski, polski inżynier górnictwa, teoretyk zarządzania, menedżer (zm. 2023)
  - Tomasz Zygadło, polski scenarzysta, reżyser filmowy i teatralny (zm. 2011)
- 1948:
  - John Huchra, amerykański astronom (zm. 2010)
  - Kazimierz Obsadny, polski przedsiębiorca, działacz opozycji antykomunistycznej, samorządowiec, polityk (zm. 2022)
  - Rick Wohlhuter, amerykański lekkoatleta, średniodystansowiec
- 1949:
  - Raúl Baglini, argentyński polityk (zm. 2021)
  - Adrian Belew, amerykański gitarzysta
  - Gilbert Dussier, luksemburski piłkarz (zm. 1979)
  - Jacek Jezierski, polski duchowny katolicki, biskup pomocniczy warmiński, biskup elbląski
  - Iwan Kostow, bułgarski ekonomista, polityk, premier Bułgarii
  - Ewa Lemańska, polska aktorka
  - Krystyna Nadolna, polska lekkoatletka, dyskobolka
  - Corrado Pizziolo, włoski duchowny katolicki, biskup Vittorio Veneto
  - Jean-Noël Rey, szwajcarski polityk (zm. 2016)
  - Leszek Strasburger, polski bokser (zm. 2024)
  - Ella Vogelaar, holenderska działaczka związkowa, polityk (zm. 2019)
- 1950:
  - Wiesław Bielawski, polski inżynier rolnictwa, profesor nauk rolniczych
  - Ivan Chaban, słowacki psychiatra, polityk
  - Vicente del Bosque, hiszpański piłkarz, trener
  - Jan Parys, polski socjolog, publicysta, polityk, minister obrony narodowej
- 1951:
  - Victor Rolando Arroyo, kubański dziennikarz opozycyjny
  - Jean Breuer, niemiecki kolarz torowy (zm. 2025)
  - Jan Breur, holenderski kolarz szosowy i torowy (zm. 2010)
  - Quinídio Correia, holenderski lekarz, samorządowiec, polityk, eurodeputowany
  - Bożena Gaj, polska nauczycielka, polityk, poseł na Sejm RP
  - Włodzimierz Nykiel, polski prawnik, wykładowca akademicki
  - Anthony Phillips, brytyjski pianista i gitarzysta rockowy
  - Thomas Graham Rose, południowoafrykański duchowny katolicki, biskup Dundee
  - Jan Scholten, holenderski homeopata
- 1952:
  - Hans Abrahamsen, duński kompozytor
  - Syed Nayyer Hussain Bokhari, pakistański prawnik, polityk
  - Muhammed Zafar Iqbal, banglijski fizyk, pisarz, publicysta
  - David Loebsack, amerykański polityk
  - Frantz Mathieu, haitański piłkarz
  - Andrzej Ogrodowczyk, polski poeta (zm. 2002)
  - Grażyna Zielińska, polska aktorka
- 1953:
  - John Callahan, amerykański aktor (zm. 2020)
  - James Foley, amerykański reżyser i scenarzysta filmowy (zm. 2025)
  - Maria Romanowa, rosyjska wielka księżna
  - Serginho, brazylijski piłkarz
- 1954:
  - Nicholas Butterfield, brytyjski paleontolog
  - Ohman Chehaibi, tunezyjski piłkarz
  - Ludmiła Janowska, polska koszykarka
  - Brian Teacher, amerykański tenisista
- 1955:
  - Tadeusz Dembończyk, polski sztangista (zm. 2004)
  - Carol Ann Duffy, szkocka poetka
  - Anna Kondraszyna, rosyjska wioślarka
  - Paul Kratka, amerykański aktor
- 1956:
  - Michele Alboreto, włoski kierowca wyścigowy (zm. 2001)
  - Jesús Huerta de Soto, hiszpański ekonomista, filozof polityki
  - Dave Murray, brytyjski gitarzysta, członek zespołu Iron Maiden
  - Lidija Szulewa, bułgarska polityk
- 1958:
  - Janusz Papatanasis, polski piłkarz (zm. 2024)
  - Joan Severance, amerykańska aktorka, modelka
  - Paula-Mae Weekes, trynidadzko-tobagijska polityk, prezydent Trynidadu i Tobago
- 1959:
  - Victoire Tomegah Dogbé, togijska polityk, premier Togo
  - Luis Fernando Suárez, kolumbijski piłkarz, trener
  - Geoff Willis, brytyjski inżynier i projektant Formuły 1
- 1960:
  - Philippe Szanyiel, francuski koszykarz, trener
  - Guðmundur Guðmundsson, islandzki piłkarz ręczny, trener
  - Scott Lilienfeld, amerykański psycholog (zm. 2020)
  - Edward Weisenburger, amerykański duchowny katolicki, biskup Saliny
  - Andrzej Wiśniewski, polski gitarzysta, kompozytor
- 1961:
  - Jean-Philippe Rohr, francuski piłkarz
  - André Rougé, francuski polityk
  - Wasyl Słapczuk, ukraiński poeta, prozaik, krytyk literacki
  - Anatolij Żdanowicz, rosyjski biathlonista
- 1962:
  - Bertrand Gachot, belgijski kierowca wyścigowy
  - Stefan Hell, niemiecki fizyk, laureat Nagrody Nobla
  - Kang Je-gyu, południowokoreański reżyser filmowy
  - Jaime Ordiales, meksykański piłkarz, trener
  - Trần Anh Hùng, wietnamsko-francuski reżyser i scenarzysta filmowy
- 1963:
  - Juan Carlos Ares, argentyński duchowny katolicki, biskup pomocniczy Buenos Aires
  - Francesco Patton, włoski duchowny katolicki, franciszkanin, Kustosz Ziemi Świętej
  - Randy Samuel, kanadyjski piłkarz
  - Donna Tartt, amerykańska pisarka
- 1964:
  - Norman Bellingham, amerykański kajakarz
  - Petr Klíma, czeski hokeista (zm. 2023)
  - Eddie Vedder, amerykański muzyk, członek zespołu Pearl Jam
- 1965:
  - Carlos María Domínguez, argentyński duchowny katolicki biskup pomocniczy San Juan de Cuyo
  - Andreas Kappes, niemiecki kolarz torowy i szosowy (zm. 2018)
  - Slađan Stojković, serbski koszykarz
- 1966:
  - Elvis Albertus, arubański trener piłkarski
  - Oscar García, kubański florecista
  - Martin Kocourek, czeski przedsiębiorca, polityk
  - Gino Lettieri, włoski trener piłkarski
- 1967:
  - Carla Bruni-Sarkozy, włoska modelka, piosenkarka, była pierwsza dama Francji
  - Frank Dittrich, niemiecki łyżwiarz szybki
  - Otis Grant, kanadyjski bokser
  - Petr Hrdlička, czeski strzelec sportowy
  - Ainars Latkovskis, łotewski polityk
  - Stefan Saliger, niemiecki hokeista na trawie
- 1968:
  - Louise Bours, brytyjska działaczka samorządowa, polityk
  - Manuel Rivera-Ortiz, portorykański fotograf
  - Sandra Roelofs, gruzińska filolog, działaczka społeczna, była pierwsza dama pochodzenia holenderskiego
  - Siôn Simon, brytyjski dziennikarz, polityk
  - Olga Szyszygina, kazachska lekkoatletka, płotkarka
  - René Tretschok, niemiecki piłkarz, trener
- 1969:
  - Erik Brødreskift, norweski perkusista, członek zespołów: Immortal, Gorgoroth i Borknagar (zm. 1999)
  - Angelika Neuner, austriacka saneczkarka
- 1970:
  - Iskui Abalan, białoruska piosenkarka pochodzenia ormiańskiego
  - Bryce Lawrence, nowozelandzki sędzia i działacz rugby union
  - Catriona Le May Doan, kanadyjska łyżwiarka szybka
- 1971:
  - Corey Haim, kanadyjski aktor (zm. 2010)
  - Matej Lahovnik, słoweński polityk
  - Ewa Wiśnierska, polska paralotniarka
- 1972:
  - Artur Górczyński, polski działacz społeczny, polityk, poseł na Sejm RP
  - Sandy Martens, belgijski piłkarz
  - Paweł Matuszek, polski dziennikarz, pisarz, publicysta
  - Elena Rutkowska, polska aktorka, piosenkarka, kompozytorka
- 1973:
  - Gala León García, hiszpańska tenisistka
  - Gabriel Popescu, rumuński piłkarz
  - Narciso dos Santos, brazylijski piłkarz
- 1974:
  - Artur Błasiński, polski lekkoatleta, długodystansowiec
  - Agustín Delgado, ekwadorski piłkarz
  - Rui Dias, portugalski trener piłkarski
  - Andrzej Dziembowski, polski biolog molekularny, biochemik, genetyk, wykładowca akademicki
  - Fazi, polski raper
  - Géza Imre, węgierski szpadzista
  - Monika Kowal-Linka, polska geolog, wykładowczyni akademicka (zm. 2024)
  - Tamaz Pertia, gruziński piłkarz
  - Tomasz Świst, polski łyżwiarz szybki
- 1975:
  - Ali ibn Husajn, jordański książę
  - Robert Bartko, niemiecki kolarz szosowy i torowy
  - Erika Kirsner, węgierska piłkarka ręczna
  - Adam Konkol, polski gitarzysta, perkusistka, kompozytor, członek zespołu Łzy
  - Jasmin Lewi, izraelska piosenkarka
- 1976:
  - Christina Bertrup, szwedzka curlerka
  - Julija Czepałowa, rosyjska biegaczka narciarska
  - Giba, brazylijski siatkarz
  - Joanna Hayes, amerykańska lekkoatletka, płotkarka
  - Torsten Jansen, niemiecki piłkarz ręczny
  - Dimitris Mawrojenidis, grecki piłkarz
  - Silvio Pedro Miñoso, kubański piłkarz
  - Jamie Noble, amerykański wrestler
  - Mikael Samuelsson, szwedzki hokeista
- 1977:
  - Maja Frykowska, polska prezenterka telewizyjna, aktorka, piosenkarka
  - Andreas Klarström, szwedzki piłkarz
  - Jari Mäenpää, fiński muzyk, wokalista, autor piosenek, członek zespołów: Arthemesia, Ensiferum i Wintersun
- 1978:
  - Salhate Djamalidine, komoryjska lekkoatletka, płotkarka
  - Aleš Kotalík, czeski hokeista
  - Víctor Martínez, wenezuelski baseballista
  - Slobodan Soro, serbski piłkarz wodny
  - Estella Warren, kanadyjska pływaczka synchroniczna, modelka, aktorka
  - Akiko Yada, japońska aktorka
- 1979:
  - Jacqueline Bracamontes, meksykańska aktorka, modelka
  - Johan Franzén, szwedzki hokeista
  - Scott Gomez, amerykański hokeista pochodzenia meksykańsko-kolumbijskiego
  - Holly Madison, amerykańska modelka
  - Kenny Miller, szkocki piłkarz
  - Yukifumi Murakami, japoński lekkoatleta, oszczepnik
  - Szczepan Twardoch, polski pisarz, publicysta
- 1980:
  - Hałyna Jefremenko, ukraińska łyżwiarka figurowa
  - Jelena Škerović, czarnogórska koszykarka
  - Jacek Woźniak, polski perkusista, członek zespołu Farba
- 1981:
  - Beth, hiszpańska piosenkarka
  - Yuriorkis Gamboa, kubański bokser
  - Angelo Kelly, irlandzki piosenkarz, kompozytor, perkusista, producent muzyczny
  - Anastasija Makiejewa, rosyjska aktorka
  - Agnes Milowka, australijska nurek jaskiniowa, filmowiec (zm. 2011)
- 1982:
  - Grzegorz Baran, polski piłkarz
  - Norman Cherkavsky, ukraiński muzyk, twórca muzyki elektronicznej (zm. 2016)
  - Albert Dorca, hiszpański piłkarz
  - Zbyněk Michálek, czeski hokeista
  - Nikołaj Pankratow, rosyjski biegacz narciarski
  - Mane de la Parra, meksykański aktor, piosenkarz, autor tekstów
- 1983:
  - Lisa Dobriskey, brytyjska lekkoatletka, biegaczka średniodystansowa
  - Mathias Hafele, austriacki skoczek narciarski
  - Mohamed Sarr, senegalski piłkarz
  - Adam Skrodzki, polski szablista
  - Anthony Wolfe, trynidadzko-tobagijski piłkarz
- 1984:
  - Darko Brljak, słoweński piłkarz, bramkarz
  - Bruno Fernandes de Souza, brazylijski piłkarz, bramkarz, zabójca
  - Han Ye-ri, południowokoreańska aktorka
  - Charline Picon, francuska żeglarka sportowa
  - Maciej Nawrocki, polski aktor
  - Alison Sudol, amerykańska piosenkarka, pianistka, autorka tekstów
- 1985:
  - Lynne Beattie, brytyjska siatkarka
  - Monika Bosilj, chorwacka koszykarka
  - Harry Judd, brytyjski perkusista, członek zespołu McFly
  - Maria Martinez, andorska lekkoatletka, tyczkarka
- 1986:
  - Balázs Dzsudzsák, węgierski piłkarz
  - Denis Makarov, niemiecki bokser pochodzenia rosyjskiego
  - T.J. Oshie, amerykański hokeista
- 1987:
  - Axel Bäck, szwedzki narciarz alpejski
  - Martin Christensen, duński piłkarz
  - Andreas Engqvist, szwedzki hokeista
  - Shara Gillow, australijska kolarka szosowa
  - Taťána Kuchařová, czeska modelka, zdobywczyni tytułu Miss World
  - Robert Lowery, amerykański koszykarz
  - Pauliasi Manu, nowozelandzki rugbysta pochodzenia tongańskiego
  - Tamara Radočaj, serbska koszykarka
  - Jordany Valdespin, dominikański baseballista
- 1988:
  - Niclas Ekberg, szwedzki piłkarz ręczny
  - Erika Jones, amerykańska łuczniczka
  - Tatjana Koszelewa, rosyjska siatkarka
  - Julia Murray, kanadyjska narciarka dowolna
  - Siyabonga Nhlapo, południowoafrykański piłkarz
  - Tony Ramoin, francuski snowboardzista
- 1989:
  - Ajym Äbdyldina, kazachska zapaśniczka
  - Marcos Sánchez, panamski piłkarz
- 1990:
  - Yvette Broch, holenderska piłkarka ręczna
  - Yū Horiuchi, japońska zapaśniczka
  - Luillys Pérez, wenezuelski zapaśnik
  - Anna Maria Perez de Taglé, amerykańska aktorka, modelka pochodzenia filipińskiego
- 1991:
  - Jenny Perret, szwajcarska curlerka
  - Trevor Releford, amerykański koszykarz
  - Kyren Wilson, angielski snookerzysta
- 1992:
  - Myke Henry, amerykański koszykarz
  - Oscar Riesebeek, holenderski kolarz szosowy
  - Jeff Schlupp, ghański piłkarz
  - Honorata Skarbek, polska piosenkarka, autorka tekstów
- 1993:
  - Reed Alexander, amerykański aktor
  - Claudio Baeza, chilijski piłkarz
  - Agata Barańska, polska tenisistka
  - Riho Ōtake, japońska siatkarka
  - Jasmine Todd, amerykańska lekkoatletka, sprinterka i skoczkini w dal
- 1994:
  - Julien De Sart, belgijski piłkarz
  - Alexander Gadjiev, włosko-słoweński pianista
  - Lee Han-bit, południowokoreańska zapaśniczka
  - Norbert Nagy, węgierski kierowca wyścigowy
  - Sofiane Oumiha, francuski bokser
  - Sopita Tanasan, tajska sztangistka
- 1995 – Scott Deroue, holenderski motocyklista wyścigowy
- 1996:
  - Gabrielle Andrews, amerykańska tenisistka
  - Bartosz Kapustka, polski piłkarz
  - Jakub Kuszlik, polski pianista
  - Felix Ritzinger, austriacki kolarz szosowy, torowy i przełajowy
- 1997:
  - Carlik Jones, amerykański koszykarz
  - Luka Jović, serbski piłkarz
- 1998:
  - Kaden Groves, australijski kolarz szosowy i torowy
  - Julia Wieniawa, polska aktorka, piosenkarka, prezenterka telewizyjna
  - Moses Wright, amerykański koszykarz
- 1999:
  - Dmitrij Kozłowski, rosyjski łyżwiarz figurowy
  - Satoki Mukai, japoński zapaśnik
- 2000:
  - Victor Boniface, nigeryjski piłkarz
  - Sekou Doumbouya, francuski koszykarz pochodzenia gwinejskiego
  - Clément Novalak, francuski kierowca wyścigowy
- 2001:
  - José Hurtado, ekwadorski piłkarz
  - Viivi Vainikka, fińska hokeistka
- 2002:
  - Nene Dorgeles, malijski piłkarz
  - Finn Wolfhard, kanadyjski aktor, reżyser, scenarzysta, gitarzysta, wokalista
- 2004 – Facundo Buonanotte, argentyński piłkarz pochodzenia włoskiego
- 2005 – Paul Wanner, niemiecki piłkarz

## Zmarli
- 484 – Huneryk, król Wandalów i Alanów (ur. ?)
- 679 – Dagobert II, król Austrazji, święty (ur. 650)
- 910 – Naum Ochrydzki, bułgarski misjonarz, pisarz, święty prawosławny i katolicki (ur. ok. 830)
- 918 – Konrad I, książę Frankonii, król Niemiec (ur. ok. 890)
- 1115 – Iwo z Chartres, francuski biskup, święty (ur. ok. 1040)
- 1193 – Torlak, islandzki duchowny katolicki, biskup Skálholtu, święty (ur. 1133)
- 1230 – Berengaria z Nawarry, królowa Anglii (ur. ok. 1165)
- 1383 – Beatrycze Burbońska, królowa Czech, tytularna królowa Polski (ur. ok. 1318)
- 1498 – Thomas Werner, niemiecki duchowny katolicki, kustosz i kanonik warmiński, filozof, teolog, bibliofil, wykładowca akademicki (ur. ok. 1430)
- 1569 – Filip II, rosyjski duchowny prawosławny, metropolita Moskwy i Wszechrusi, święty (ur. 1507)
- 1580 – Gerard van Groesbeeck, holenderski duchowny katolicki, biskup Liège, kardynał (ur. 1517)
- 1583 – Mikołaj Factor, hiszpański franciszkanin, malarz, błogosławiony (ur. 1520)
- 1588 – Henryk I de Guise, francuski książę, dowódca wojskowy (ur. 1549)
- 1591 – Giovanni Vincenzo Gonzaga, włoski kardynał (ur. 1540)
- 1615 – Bartolomeo Schedoni, włoski malarz, rytownik (ur. 1578)
- 1629 – Giovanni Cornaro, doża Wenecji (ur. 1556)
- 1631 – Michael Drayton, angielski poeta (ur. 1563)
- 1643 – Jan Karol Konopacki, polski duchowny katolicki, biskup nominat warmiński (ur. 1581)
- 1648 – Gerard Denhoff, polski polityk, kasztelan gdański, wojewoda pomorski, dowódca wojskowy, dyplomata (ur. ok. 1598)
- 1656 – Jan Bawab z Safry, maronicki patriarcha Antiochii i całego Wschodu (ur. ?)
- 1688 – Jean-Louis Lully, francuski kompozytor (ur. 1667)
- 1697 – Bogusław Bokiej, polski szlachcic, polityk (ur. ?)
- 1722 – Pierre Varignon, francuski jezuita, uczony (ur. 1654)
- 1726 – Giovanni Battista Bussi, włoski kardynał (ur. 1656)
- 1744 – Elżbieta Charlotta, księżniczka orleańska, księżna lotaryńska (ur. 1676)
- 1745 – Jan Dismas Zelenka, czeski kompozytor (ur. 1679)
- 1746 – Anna Katarzyna Radziwiłłowa, kanclerzyna wielka litewska (ur. 1676)
- 1749 – Mark Catesby, brytyjski przyrodnik (ur. 1682/83)
- 1758 – Clemente Argenvilliers, włoski kardynał pochodzenia francuskiego (ur. 1687)
- 1762 – Maria Joanna Gabriela Habsburg, arcyksiężniczka austriacka (ur. 1750)
- 1771 – Maria Małgorzata d’Youville, kanadyjska zakonnica, święta (ur. 1701)
- 1772 – Giovanni Battista Cambiaso, doża Genui (ur. 1711)
- 1787 – Ludwika Maria Burbon, francuska księżniczka (ur. 1737)
- 1789 – Charles-Michel de L’Épée, francuski pedagog (ur. 1712)
- 1795 – Henry Clinton, brytyjski generał (ur. 1738)
- 1797 – Fryderyk Eugeniusz, książę Wirtembergii (ur. 1732)
- 1799 – Arseniusz (Wierieszczagin), rosyjski biskup prawosławny (ur. 1736)
- 1809 – Christophe Saliceti, francuski polityk, dyplomata (ur. 1757)
- 1815 – Jan Nepomucen Potocki, polski pisarz, podróżnik (ur. 1761)
- 1822 – Antoni od św. Anny Galvão, brazylijski franciszkanin, święty (ur. 1739)
- 1831 – Emilia Plater, polska szlachcianka, uczestniczka powstania listopadowego (ur. 1806)
- 1834 – Thomas Malthus, brytyjski duchowny anglikański, ekonomista, demograf (ur. 1766)
- 1841 – William Hay Macnaghten, brytyjski arystokrata, polityk (ur. 1793)
- 1844 – Georg, hrabia Münster, niemiecki paleontolog (ur. 1776)
- 1857 – Achille Devéria, francuski malarz, grafik (ur. 1800)
- 1863 – Zygmunt Chmieleński, polski pułkownik, uczestnik powstania styczniowego (ur. 1835)
- 1866 – Józef Cho Yun-ho, koreański męczennik, święty katolicki (ur. 1848)
- 1869 – Julian Fontana, polski kompozytor, kompozytor pochodzenia włoskiego (ur. 1810)
- 1872 – George Catlin, amerykański malarz (ur. 1796)
- 1873 – Sarah Grimké, amerykańska sufrażystka, abolicjonistka (ur. 1792)
- 1877 – Albert Zeller, niemiecki psychiatra (ur. 1804)
- 1878:
  - Fabio Maria Asquini, włoski kardynał (ur. 1802)
  - Fryderyk Henryk Lewestam, polski krytyk literacki, dziennikarz, historyk literatury pochodzenia duńskiego (ur. 1817)
  - Johann Jakob Scherer, szwajcarski polityk (ur. 1825)
- 1879 – Giovanni Cavalli, włoski generał, konstruktor broni artyleryjskiej i mostów wojskowych (ur. 1808)
- 1881 – Ludwik Norwid, polski agronom, poeta, krytyk literacki (ur. 1818)
- 1882 – François-Auguste-Ferdinand Donnet, francuski duchowny katolicki, arcybiskup Bordeaux, kardynał (ur. 1795)
- 1883 – Yvon Villarceau, francuski matematyk, astronom, inżynier (ur. 1813)
- 1885 – Artur Bartels, polski satyryk, pieśniarz, rysownik (ur. 1818)
- 1887 – Leonard Sowiński, polski poeta, historyk literatury, tłumacz, polityk (ur. 1831)
- 1889:
  - Henry W. Grady, amerykański dziennikarz, wydawca (ur. 1850)
  - Constance Naden, brytyjska pisarka, poetka, filozof (ur. 1858)
  - Gustav Adolf Reinhard Pompe, niemiecki teolog protestancki, poeta (ur. 1832)
  - Franciszek Tepa, polski malarz (ur. 1829)
- 1891 – Seweryn Popiel, polski adwokat, samorządowiec, przedsiębiorca (ur. ?)
- 1892 – Celina Gładkowska, polska pisarka (ur. 1859)
- 1894 – Henryk Kałussowski, polski działacz emigracyjny, publicysta, polityk (ur. 1806)
- 1895:
  - John Russell Hind, brytyjski astronom (ur. 1823)
  - George Godolphin Osborne, brytyjski arystokrata, polityk (ur. 1828)
- 1896 – Eduard Dallmann, niemiecki marynarz, odkrywca, polarnik (ur. 1830)
- 1897 – Effie Gray, szkocka modelka (ur. 1828)
- 1901 – William Ellery Channing, amerykański poeta (ur. 1818)
- 1902 – Émile Nagant, belgijski inżynier, konstruktor broni (ur. 1830)
- 1903 – Mieczysław Gwalbert Pawlikowski, polski pisarz, dziennikarz, polityk, taternik (ur. 1834)
- 1905:
  - Páll Ólafsson, islandzki farmer, poeta, polityk (ur. 1827)
  - Georg Wolkenhauer, niemiecki producent instrumentów muzycznych (ur. 1835)
- 1906 – Witold Aleksandrowicz, polski śpiewak operowy (baryton), pedagog (ur. 1848)
- 1907:
  - Ignacy Danielewski, polski nauczyciel, pisarz ludowy, wydawca, drukarz (ur. 1829)
  - Pierre Janssen, francuski astronom (ur. 1827)
- 1909 – Antoni Teodor Ostaszewski, polski inżynier, uczestnik powstania styczniowego (ur. 1837)
- 1910:
  - Franz von Ballestrem, pruski właściciel ziemski, przemysłowiec, polityk (ur. 1834)
  - Antonina Ogińska, polska aktorka (ur. ok. 1876)
- 1911 – Petar Velimirović, serbski inżynier, polityk, premier Serbii (ur. 1848)
- 1912:
  - Jerzy Konstanty Czartoryski, polski książę, polityk (ur. 1828)
  - Édouard Detaille, francuski malarz akademicki, batalista (ur. 1848)
  - Lotten von Kræmer, szwedzka pisarka, poetka, filantropka, sufrażystka (ur. 1828)
- 1914:
  - Kazimierz Paweł Bojarski, polski major, legionista, działacz socjalistyczny i niepodległościowy (ur. 1889)
  - Władysław Kozubowski, polski kapitan piechoty armii austro-węgierskiej (ur. 1876)
  - Eugeniusz Użupis, polski porucznik piechoty, legionista (ur. 1888)
- 1915 – Barbara (Błochina), rosyjska mniszka prawosławna (ur. 1843)
- 1917:
  - Tanemichi Aoyama, japoński lekarz, wykładowca akademicki (ur. 1859)
  - Clive Franklyn Collett, nowozelandzki pilot wojskowy, as myśliwski (ur. 1886)
  - Ernst Hess, niemiecki pilot wojskowy, as myśliwski (ur. 1893)
- 1918:
  - Ludovico Gavotti, włoski duchowny katolicki, arcybiskup Genui (ur. 1868)
  - Lejb Najdus, żydowski poeta (ur. 1890)
  - Thérèse Schwartze, holenderska malarka portrecistka (ur. 1852)
- 1920 – Józefa Sawicka, polska nowelistka, publicystka, tłumaczka (ur. 1859)
- 1921 – James Mooney, amerykański antropolog, etnograf (ur. 1861)
- 1922:
  - Karl Heinrich Barth, niemiecki pianista, pedagog (ur. 1847)
  - Antoni Gramatyka, polski malarz (ur. 1841)
- 1925 – Władysław Kohlberger, polski psychiatra (ur. 1856)
- 1928 – John Merle Coulter, amerykański botanik, wykładowca akademicki (ur. 1851)
- 1930:
  - Aleksander Doliński, polski prawnik, adwokat (ur. 1866)
  - Ferdinand Martini, niemiecki aktor filmowy i teatralny (ur. 1870)
- 1931 – Wilson Bentley, amerykański fotograf (ur. 1865)
- 1932:
  - Paul Bablot, francuski kierowca wyścigowy, projektant torów wyścigowych (ur. 1873)
  - Wiktor Staniewicz, polski matematyk (ur. 1866)
- 1934:
  - Alojzy Budzisz, kaszubski nauczyciel, pisarz (ur. 1874)
  - Georg Elias Müller, niemiecki psycholog (ur. 1850)
- 1936 – Paweł Meléndez Gonzalo, hiszpański prawnik, dziennikarz, męczennik, błogosławiony (ur. 1876)
- 1937 – Sofroniusz (Ariefjew), rosyjski biskup prawosławny (ur. 1879)
- 1938 – Gustav Hartmann. niemiecki woźnica, przedsiębiorca (ur. 1859)
- 1939:
  - Michał Borowski, polski kontradmirał (ur. 1872)
  - Stanisław Bryła, polski prawnik, samorządowiec, urzędnik państwowy (ur. 1888)
  - Anton Fokker, holenderski konstruktor i producent samolotów (ur. 1890)
  - Maxime Laubeuf, francuski inżynier i konstruktor okrętowy (ur. 1864)
  - John Andrew Martin, amerykański prawnik, polityk (ur. 1868)
  - Czesław Martyniak, polski filozof, prawnik, wykładowca akademicki (ur. 1906)
  - Tadeusz Moniewski, polski działacz niepodległościowy i społeczny, pedagog (ur. 1901)
- 1940 – Otto Rudolf Salvisberg, szwajcarski architekt (ur. 1882)
- 1941:
  - Wasilij Bogorodicki, rosyjski językoznawca, wykładowca akademicki (ur. 1857)
  - Maria Berchmana Leidenix, austriacka zakonnica, męczennica, błogosławiona (ur. 1865)
  - Stefan Suszyński, polski generał dywizji (ur. 1872)
- 1942:
  - Konstantin Balmont, rosyjski poeta (ur. 1867)
  - Sasza Filippow, rosyjski zwiadowca (ur. 1925)
  - Władimir Istomin, radziecki polityk (ur. 1905)
- 1943:
  - Stanisław Bieńkowski, polski kapitan, grafik (ur. 1889)
  - Piotr Goriunow, rosyjski konstruktor broni strzeleckiej (ur. 1902)
  - Józef Lokajski, polski lekkoatleta, oszczepnik, żołnierz AK (ur. 1920)
  - Wallace Alexander Smart, brytyjski pilot wojskowy, as myśliwski (ur. 1898)
- 1944 – Peder Lykkeberg, duński pływak (ur. 1878)
- 1945:
  - Stanisław Bem, polski harcerz, żołnierz AK (ur. 1919)
  - Paul Hoffmann niemiecki funkcjonariusz i zbrodniarz nazistowski (ur. 1907)
- 1946:
  - Francis Lukeman, kanadyjski lekkoatleta, wieloboista (ur. 1885)
  - Stefan Rogowicz, polski architekt ogrodnictwa, ogrodnik, planista, publicysta naukowy (ur. 1891)
- 1947 – John Samuel, walijski rugbysta (ur. 1867)
- 1948:
  - Kenji Doihara, japoński generał, zbrodniarz wojenny (ur. 1883)
  - Kōki Hirota, japoński polityk, dyplomata, premier Japonii, zbrodniarz wojenny (ur. 1878)
  - Seishirō Itagaki, japoński generał, zbrodniarz wojenny (ur. 1885)
  - Iwane Matsui, japoński generał, zbrodniarz wojenny (ur. 1878)
  - Akira Mutō, japoński generał, zbrodniarz wojenny (ur. 1892)
  - Hideki Tōjō, japoński polityk, premier Japonii, zbrodniarz wojenny (ur. 1884)
- 1949:
  - Momčilo Ninčić, serbski prawnik, dyplomata, polityk (ur. 1876)
  - Otakar Vindyš, czeski hokeista (ur. 1884)
- 1950 – Vincenzo Tommasini, włoski kompozytor (ur. 1878)
- 1951:
  - Alfrēds Kalniņš, łotewski kompozytor (ur. 1879)
  - Enrique Santos Discépolo, argentyński twórca tanga (ur. 1901)
  - Marceli Szarota, polski dziennikarz, dyplomata (ur. 1956)
- 1952:
  - Cwjatko Boboszewski, bułgarski prawnik, polityk (ur. 1884)
  - Eli Heckscher, szwedzki ekonomista, historyk gospodarczy pochodzenia żydowskiego (ur. 1879)
- 1953:
  - Ławrientij Beria, radziecki działacz komunistyczny pochodzenia gruzińskiego, szef NKWD (ur. 1899)
  - Władimir Diekanozow, radziecki polityk, funkcjonariusz organów bezpieczeństwa (ur. 1898)
  - Pierre Dupong, luksemburski polityk, premier Luksemburga (ur. 1885)
  - Bogdan Kobułow, radziecki generał pułkownik, polityk, funkcjonariusz służb specjalnych (ur. 1904)
  - Jan Łangowski, polski dziennikarz, działacz Związku Polaków w Niemczech (ur. 1904)
  - Wsiewołod Mierkułow, radziecki generał, działacz partyjny i państwowy, funkcjonariusz służb specjalnych (ur. 1895)
  - Pawieł Mieszyk, radziecki generał porucznik, funkcjonariusz organów bezpieczeństwa i kontrwywiadu (ur. 1910)
  - Lew Włodzimirski, radziecki generał porucznik, funkcjonariusz służb specjalnych (ur. 1905)
- 1954 – René Iché, francuski rzeźbiarz (ur. 1897)
- 1957:
  - Siergiej Komarow, rosyjski aktor, scenarzysta i reżyser filmowy (ur. 1891)
  - Vladimir Levstik, słoweński prozaik, poeta, tłumacz (ur. 1886)
- 1960:
  - Antônio Austregésilo, brazylijski neurolog (ur. 1876)
  - Piotr Wilniewczyc, polski inżynier, konstruktor broni strzeleckiej (ur. 1887)
- 1961:
  - Vincenzo Galdi, włoski fotograf, model (ur. 1871)
  - Kurt Meyer, niemiecki generał Waffen-SS (ur. 1910)
- 1962:
  - José Giral, hiszpański polityk, premier Hiszpanii (ur. 1879)
  - Ephraim Graham, amerykański jeździec sportowy (ur. 1881)
  - Rudolf Kämpfe, niemiecki generał (ur. 1883)
  - H. Lejwik, żydowski poeta, dramaturg (ur. 1888)
- 1964 – Väinö Bremer, fiński biathlonista, pięcioboista nowoczesny (ur. 1899)
- 1965 – Józef Trenarowski, polski rzeźbiarz (ur. 1897)
- 1966:
  - Heimito von Doderer, austriacki pisarz (ur. 1896)
  - Adrianus de Jong, holenderski szablista, szpadzista (ur. 1882)
  - Antoni Messinger, polski major, oficer wywiadu (ur. 1897)
- 1967:
  - Alfredo Pacini, włoski kardynał, nuncjusz apostolski (ur. 1888)
  - Angela Piskernik, austriacko-jugosłowiańska botaniczka (ur. 1886)
  - Kazimierz Rogoziewicz, polski kapitan piechoty (ur. 1896)
- 1969:
  - Tiburcio Carías Andino, honduraski generał, polityk, prezydent Hondurasu (ur. 1876)
  - Janina Irmina Lichońska, polska tłumaczka, filolog klasyczny (ur. 1912)
  - Bolesław Więckowicz, polski kapral (ur. 1915)
  - Tadeusz Zagórski, polski wszechstronny sportowiec, działacz sportowy, bankowiec (ur. 1891)
- 1970 – Charles Ruggles, amerykański aktor komediowy (ur. 1886)
- 1971 – Alessandro Cagno, włoski kierowca wyścigowy, pionier lotnictwa i wyścigów motorowodnych (ur. 1883)
- 1972 – Andriej Tupolew, radziecki generał, konstruktor samolotów (ur. 1888)
- 1973:
  - Aleksander Karczyński, polski organista, kompozytor, dyrygent (ur. 1882)
  - Gerard Kuiper, amerykański astronom pochodzenia holenderskiego (ur. 1905)
- 1974:
  - Amelio Poggi, włoski duchowny katolicki, arcybiskup, dyplomata papieski (ur. 1914)
  - Marian Wojcieszek, polski komandor (ur. 1901)
- 1975:
  - Jan Fojcik, polski działacz społeczny, publicysta (ur. 1888)
  - Józef Kokot, polski prawnik, historyk, wykładowca akademicki (ur. 1916)
- 1976:
  - Marian Chomiak, polski lekarz weterynarii, wykładowca akademicki (ur. 1912)
  - Henryk Jachciński, polski porucznik piechoty, żołnierz AK, cichociemny (ur. 1917)
  - Grigorij Mielnik, radziecki polityk (ur. 1909)
- 1977:
  - Philipp Etter, szwajcarski polityk, prezydent Szwajcarii (ur. 1891)
  - Wilhelm Moberg, szwedzki żeglarz sportowy (ur. 1898)
- 1978 – Mieczysław Pawlikowski, polski aktor (ur. 1920)
- 1979:
  - Peggy Guggenheim, amerykańska kolekcjonerka i propagatorka sztuki (ur. 1898)
  - Ernest Schoedsack, amerykański reżyser filmowy (ur. 1893)
  - Adrian Turczynowicz, polski dziennikarz, literat, działacz społeczny i konspiracyjny (ur. 1902)
- 1980:
  - Alojzy Czarnecki, polski fotograf (ur. 1893)
  - Aniela Pawlikowska, polska malarka, portrecistka, ilustratorka (ur. 1901)
- 1981 – Mieczysław Łapa, polski kapitan obserwator (ur. 1907)
- 1982 – Władysław Olizar, polski inżynier rolnik, działacz społeczny i polityczny (ur. 1908)
- 1983:
  - Antoni Dmochowski, polski biochemik, wykładowca akademicki (ur. 1896)
  - Józef Andrzej Frasik, polski poeta, prozaik (ur. 1910)
- 1984 – Joan Lindsay, australijska pisarka (ur. 1896)
- 1985:
  - Ferhat Abbas, algierski polityk, działacz niepodległościowy (ur. 1899)
  - Birabongse Bhanutej Bhanubandh, tajski kierowca wyścigowy (ur. 1914)
  - Iwan Griszyn, radziecki polityk (ur. 1911)
- 1986 – Robert Gordon Wasson, amerykański bankowiec, etnomykolog (ur. 1898)
- 1987 – Seweryn Pollak, polski poeta (ur. 1907)
- 1988:
  - Alexandre Gelbert, szwajcarski żeglarz sportowy (ur. 1910)
  - Hermann Heimpel, niemiecki historyk, pedagog (ur. 1901)
  - Carlo Scorza, włoski dziennikarz, polityk faszystowski (ur. 1897)
  - Kazimierz Tarwid, polski ekolog (ur. 1909)
- 1989:
  - Miłko Gajdarski, bułgarski piłkarz (ur. 1906)
  - Richard Rado, niemiecki matematyk, wykładowca akademicki pochodzenia żydowskiego (ur. 1906)
  - Lennart Strandberg, szwedzki lekkoatleta, sprinter (ur. 1915)
- 1990:
  - Pierre Chenal, francuski reżyser filmowy (ur. 1904)
  - Pierre Gripari, francuski pisarz (ur. 1925)
- 1991:
  - Gene Milford, amerykański montażysta filmowy (ur. 1902)
  - Jeremi Święcki, polski onkolog, radiolog (ur. 1913)
  - Hennadij Żyzdyk, ukraiński piłkarz, bramkarz, trener (ur. 1927)
- 1992:
  - Jadwiga Chojnacka, polska aktorka (ur. 1905)
  - Eddie Hazel, amerykański gitarzysta (ur. 1950)
- 1993 – Barbara Rachwalska, polska aktorka (ur. 1922)
- 1994:
  - Stanisław Albrecht, polski architekt, urzędnik, dyplomata (ur. 1901)
  - Platon Cikoridze, radziecki pułkownik (ur. 1918)
  - Sebastian Shaw, brytyjski aktor (ur. 1905)
- 1995:
  - Patric Knowles, brytyjski aktor (ur. 1911)
  - Józef Mądalski, polski botanik, wykładowca akademicki (ur. 1902)
- 1996:
  - Kazimierz Florek, polski malarz (ur. 1917)
  - Władysław Potocki, polski kapitan pilot (ur. 1919)
  - Charles Wendeling, francuski prawnik, polityk (ur. 1926)
- 1997:
  - Felix Bwalya, zambijski bokser (ur. 1969)
  - Zaur Kaloewi, gruziński piłkarz pochodzenia osetyjskiego (ur. 1931)
  - Herbert Scherpe, niemiecki funkcjonariusz i zbrodniarz nazistowski (ur. 1907)
  - Marian Sokołowski, polski górnik, polityk, poseł na Sejm PRL (ur. 1939)
- 1998:
  - David Manners, kanadyjsko-amerykański aktor (ur. 1900)
  - Anatolij Rybakow, rosyjski pisarz (ur. 1911)
- 1999:
  - Martin Charteris, brytyjski podpułkownik, dworzanin królewski (ur. 1913)
  - Wallace Diestelmeyer, kanadyjski łyżwiarz figurowy (ur. 1926)
  - Timur Gajdar, radziecki kontradmirał, dziennikarz, pisarz (ur. 1926)
  - Lois Hamilton, amerykańska aktorka (ur. 1952)
- 2000:
  - Billy Barty, amerykański aktor (ur. 1924)
  - Victor Borge, duńsko-amerykański komik, pianista, dyrygent (ur. 1909)
  - Carlo Stella, włoski rolnik, samorządowiec, polityk (ur. 1910)
- 2001:
  - Mark Clinton, irlandzki agronom, polityk (ur. 1915)
  - Jan Kott, polski pisarz, krytyk literacki (ur. 1914)
  - Czesław Kuchta, polski artysta fotograf (ur. 1936)
  - Dimitri Obolensky, brytyjski historyk pochodzenia rosyjskiego (ur. 1918)
  - Jelle Zijlstra, holenderski polityk, premier Holandii (ur. 1918)
- 2003:
  - Walentin Gawriłow, rosyjski lekkoatleta, skoczek wzwyż (ur. 1946)
  - John Newlove, kanadyjski poeta (ur. 1938)
  - Sylvi Salonen, fińska aktorka (ur. 1920)
- 2004 – P.V. Narasimha Rao, indyjski polityk, premier Indii (ur. 1921)
- 2005:
  - Lajos Baróti, węgierski trener piłkarski (ur. 1914)
  - Kay Stammers, brytyjska tenisistka (ur. 1914)
- 2006:
  - Mariano Artigas, hiszpański teolog katolicki, filozof (ur. 1938)
  - Yoshihiko Itō, japoński chemik (ur. 1937)
- 2007:
  - Evan Farrell, amerykański basista, członek zespołu Rogue Wave (ur. 1974)
  - Aloísio Lorscheider, brazylijski kardynał (ur. 1924)
  - Oscar Peterson, kanadyjski pianista jazzowy, kompozytor (ur. 1925)
- 2008 – Wacław Wilczyński, polski ekonomista (ur. 1923)
- 2009 – Edward Schillebeeckx, belgijski dominikanin, teolog (ur. 1914)
- 2011 – Grzegorz Hołdanowicz, polski dziennikarz (ur. 1968)
- 2012:
  - Michał Bobrowski, polski satyryk, scenarzysta, reżyser, autor tekstów piosenek (ur. 1927)
  - Cristian Tudor, rumuński piłkarz (ur. 1982)
- 2013:
  - Garri Abielew, rosyjski immunolog (ur. 1928)
  - Michaił Kałasznikow, rosyjski generał, konstruktor broni palnej (ur. 1919)
  - Ricky Lawson, amerykański muzyk, perkusista (ur. 1954)
  - Yusef Lateef, amerykański multiinstrumentalista jazzowy, kompozytor (ur. 1920)
  - Andrzej Święcicki, polski łyżwiarz szybki (ur. 1936)
- 2014:
  - Jeremy Lloyd, brytyjski aktor, scenarzysta filmowy i telewizyjny (ur. 1930)
  - Jerzy Semkow, polski dyrygent (ur. 1928)
- 2015:
  - Alfred Gilman, amerykański fizjolog, laureat Nagrody Nobla (ur. 1941)
  - Don Howe, angielski piłkarz, trener (ur. 1935)
  - Sławomir Pstrong, polski reżyser i scenarzysta telewizyjny (ur. 1975)
  - Bülent Ulusu, turecki wojskowy, polityk, premier Turcji (ur. 1923)
- 2016:
  - Jean Gagnon, kanadyjski duchowny katolicki, biskup Gaspé (ur. 1941)
  - Stanisław Pikulski, polski prawnik (ur. 1945)
  - Piers Sellers, brytyjsko-amerykański inżynier ekolog, meteorolog, astronauta (ur. 1955)
  - Heinrich Schiff, austriacki wiolonczelista, dyrygent (ur. 1951)
  - Vesna Vulović, serbska stewardesa (ur. 1950)
  - Stanisław Wielanek, polski wokalista, instrumentalista, członek Kapeli Czerniakowskiej (ur. 1949)
- 2017:
  - Grzegorz Chwiendacz, polski kolarz szosowy (ur. 1932)
  - William Curlin, amerykański duchowny katolicki, biskup Charlotte (ur. 1927)
  - Patrycja Makowska, polska strzelczyni sportowa (ur. 1997)
  - Héctor Morera Vega, kostarykański duchowny katolicki, biskup Tilarán (ur. 1926)
  - Mark Whittow, brytyjski historyk, archeolog, bizantynolog (ur. 1957)
- 2019 – Alicja Boniuszko, polska tancerka baletowa, choreografka (ur. 1937)
- 2020:
  - Arkadi Andreasjan, ormiański piłkarz, trener (ur. 1947)
  - James Gunn, amerykański pisarz science fiction, wydawca, krytyk literacki (ur. 1923)
  - Kay Purcell, brytyjska aktorka (ur. 1963)
  - Leslie West, amerykański wokalista i gitarzysta rockowy, członek zespołu Mountain (ur. 1945)
- 2021:
  - Maria Berny, polska pedagog, działaczka kulturalna i społeczna, polityk, senator RP (ur. 1932)
  - Chris Dickerson, amerykański kulturysta (ur. 1939)
  - Joan Didion, amerykańska dziennikarka, pisarka (ur. 1934)
  - Ryszard Nowicki, polski kierowca rajdowy, uczestnik powstania warszawskiego (ur. 1927)
- 2022:
  - George Cohen, angielski piłkarz (ur. 1939)
  - József Fitos, węgierski piłkarz, trener (ur. 1959)
  - Maxi Jazz, brytyjski wokalista, członek zespołu Faithless (ur. 1957)
  - Txetxu Rojo, hiszpański piłkarz, trener (ur. 1947)
  - Philippe Streiff, francuski kierowca wyścigowy (ur. 1955)
- 2023:
  - Bernard Bem, polski piłkarz (ur. 1936)
  - Izabella Cywińska, polska reżyserka teatralna i filmowa, krytyk teatralny, polityk, minister kultury i sztuki (ur. 1935)
- 2024:
  - Wacław Gluth-Nowowiejski, polski żołnierz AK, uczestnik powstania warszawskiego, dziennikarz, pisarz, publicysta (ur. 1926)
  - Sophie Hediger, szwajcarska snowboardzistka (ur. 1998)
  - Mieczysław Kolasa, polski piłkarz, trener (ur. 1923)